# 小碓珊瑚
小碓珊瑚（学名：Hydnophora microconos）为繩紋珊瑚科碓珊瑚屬下的一个种。